# Biblioteca pública del Zulia
La Biblioteca Pública del Zulia "María Calcaño"
 o más formalmente Biblioteca Pública del Estado Zulia es una institución localizada en la Parroquia Santa Lucía del Municipio Maracaibo, estado Zulia, Venezuela.

Tiene sus orígenes en la llamada Biblioteca del Estado Zuliana creada el 15 de julio de 1873 según decreto del general Venacio Pulgar. Fue inaugurada el 6 de diciembre de ese mismo año y tuvo como sede el actual Palacio de Justicia de Maracaibo, antigua Casa Consistorial de la ciudad de Maracaibo. Debido a disturbios públicos en el año 1874 la biblioteca sufrió grandes destrozos, por lo que las organizaciones Sociedad Mutuo Auxilio y Sociedad Gimnasio del Progreso rescatan los restos y la reorganizan para ponerla en funcionamiento nuevamente en 1876.
En 1898, el presidente del estado, Dr. Alejandro Andrade, decreta la creación de un departamento gubernamental dedicado a la biblioteca, pero no logra consolidarse y durante décadas la biblioteca presta el servicio en locales improvisados con diversos reglamentos, cambios de sedes, y sin continuidad en sus operaciones y servicios. El 31 de octubre de 1995 se produjo su reapertura en una nueva sede y bajo el nombre María Calcaño, en honor a la poetisa zuliana. En 2007 finalmente inauguró su nueva sede, con un diseño moderno y nuevas tecnologías.
Su administración y gestión dependen de la Gobernación del Estado Zulia.